# Украшенный ластохвост
Украшенный ластохвост (лат. Hydrophis ornatus) — ядовитая змея из семейства аспидов (Elapidae).
Общая длина достигает 0,86—1,15 м. Голова уплощена. Туловище цилиндрическое, задняя половина которого уплощена, а передняя — тонкая. Хвост сильно плоский. Чешуя килеватая с бугорками и шестиугольная, посередине туловища образует 33—52 рядов (у самцов) и 39—55 строк (у самок).
Голова сверху тёмная. Морда и боковые стороны головы светлее. Спина состоят из чёрных или серых очень широких полос. Эти полосы чётко параллельны друг другу. Между ними имеется 30—56 жёлтых или оливковых тонких линий. Задняя часть туловища имеет чёрные пятна. Брюхо светлое. Хвост состоит из 6—11 полос.
Любит мели с песчаным дном, коралловые рифы. Активна ночью. Питается рыбой.
Яд достаточно сильный и опасный для человека.
Яйцеживородящая змея. Самка рождает до 3 детёнышей.
Вид распространён в Индийском и Тихом океанах у берегов Пакистана, о. Шри-Ланка, Индии, Индонезии, Новой Гвинеи, Малайзии, Вьетнама, Мьянмы, южного Китая (Гуанси, Гуандун, Хайнань, Гонконг, Цзянсу), Тайваня, Омана, Объединенных Арабских Эмиратов, Ирана, Филиппин, Таиланда, островов Рюкю (Япония), Австралии (Новый Южный Уэльс, Северная Территория, Тасмания, Квинсленд, Западная Австралия), Новой Каледонии, Соломоновых островов.